# Azalaïs de Porcairagues

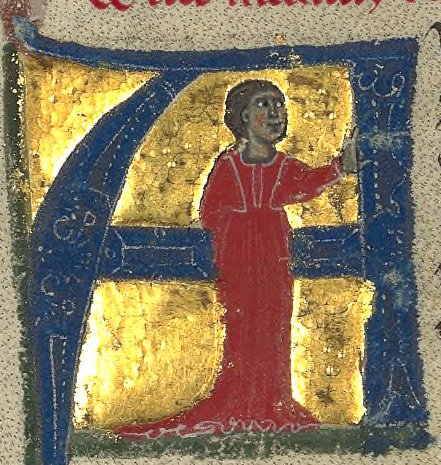
Die Trobairitz Azalaïs de Porcairagues (aus Bibliothèque Nationale MS12473, 13. Jahrhundert)

Azalaïs de Porcairagues war eine Trobairitz des späten 12. Jahrhunderts. Über ihr Leben ist wenig überliefert. Laut ihrer Vida stammte sie aus Montpellier; sie könnte jedoch nach neueren Forschungen auch aus Portiragnes stammen. Azalaïs de Porcairagues gilt als die früheste namentlich bekannte Trobairitz.
Obwohl nur ein Lied und eine Vida erhalten sind, scheint sie zu ihrer Zeit durchaus mit Trobairitz wie Beatriz de Dia oder Castelloza verglichen worden zu sein.
Der Trobador Raimbaut d’Aurenga, mit dem sie in Korrespondenz stand, war das Objekt der Begierde in ihren Liedern. Raimbaut d'Aurenga bezeichnete sie in seinen Werken mit dem senhal (Pseudonym) „Joglar“ (Spielmann).

## Lieder
- Ar em al freit temps vengut